# Szymon Majewski

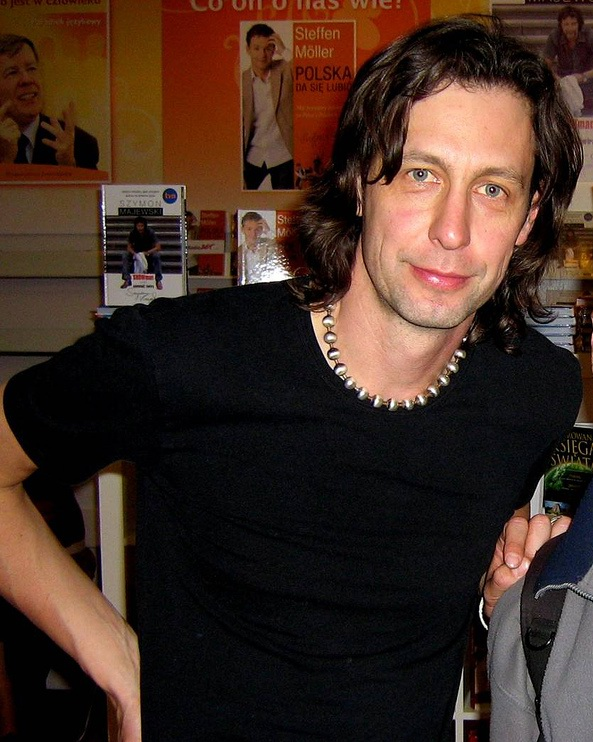
Szymon Majewski

Szymon Majewski (Warschau, 1 juni 1967) is een Pools journalist, radio- en televisiepresentator, satiricus en televisie- en filmacteur.
Majewski studeerde af aan een lyceum in Warschau. Van 1990 tot 2005 werkte hij voor Radio ZET, waarvoor hij de programma's Sponton, Szymoniada en Majewiada presenteerde en meewerkte aan het absurdehumorprogramma Grupa Szczepana.
Voor de publieke omroep TVP presenteerde hij Słów cięcie gięcie en voor Canal+ Sympatyczny program dla miłych ludzi (Leuk programma voor aardige mensen) en Szymon mówi show (Szymon zegt show). 
Vanaf 2004 werkt hij voor TVN. In 2004 en 2005 presenteerde hij het verborgencameraprogramma Mamy Cię! (We hebben je!). Van 2005 tot 2011 was hij gastheer van het satirische programma Szymon Majewski Show. In 2011 speelde hij de bestuurder van een televisiestation in de serie HDw3D Telewision (HD in 3D Televisie). Vanaf maart 2012 presenteert hij het programma Szymon na żywo (Szymon Live). Hierin speelde hij Geert Wilders die in een persiflage opriep om Mr. Polska Nederland uit te zetten. Majewski riep de kijkers op te protesteren op de website van het Polenmeldpunt van de PVV waardoor de site enige tijd plat lag.
Sinds maart 2012 presenteert hij ook het ochtendprogramma Szymorning op Radio Eska.

## Filmografie
- 1997: Kiler - politieagent Mioduch
- 1998: Kilerów 2-óch - politieagent Mioduch
- 2002: E=mc² - dr. Adam Kuczka
- 2002: Superproducja - talkshowhost
- 2006: Niania - Wojtek Zagórka (gastrol)